# Barrage de la Raviège
Le barrage de la Raviège est un barrage bâti sur l'Agout, affluent du Tarn, qui sert de réservoir construit dans le département du Tarn sur la commune d'Anglès. Le lac de la Raviège généré s'allonge sur la commune de La Salvetat-sur-Agout dans l'Hérault.

## Histoire
Mis en service en 1958, il a été construit entre 1954 et 1957 par EDF/UP Sud-Ouest. Un nouvel évacuateur de crue a été construit en 2014-2015. Sa crête est empruntée par la route départementale 52.

## Caractéristiques
Il est du type barrage poids évidé en béton. La hauteur du barrage est de 37 m sur les fondations ; la longueur du couronnement est de 228 mètres.
Le niveau des eaux est à 663 m au-dessus du niveau de la mer. Le barrage retient 45 millions de m3 d'eau.
Le bassin versant a une superficie de 364,00 km2. Le lac de la Raviège a une surface de 440 hectares.

## Galerie

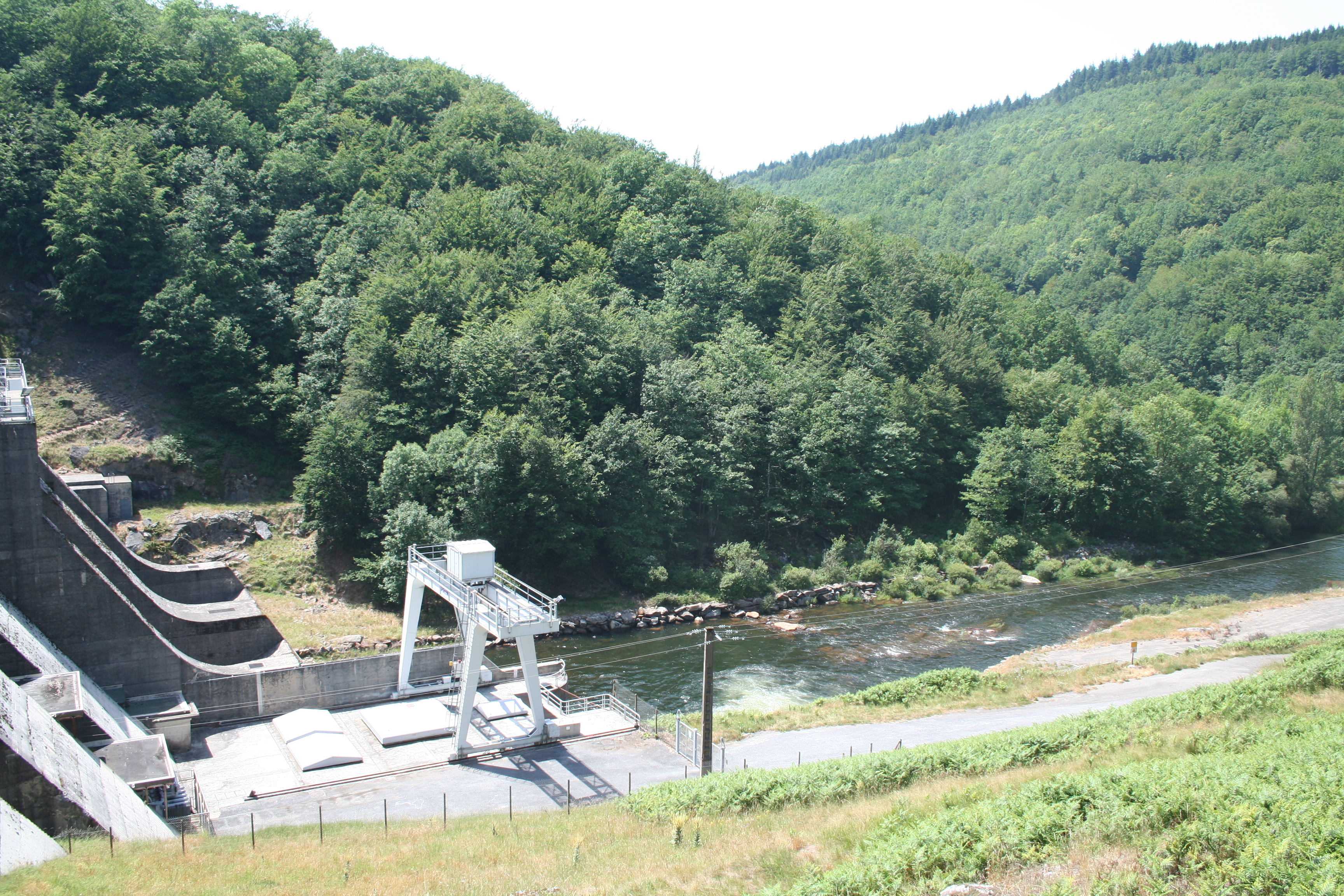
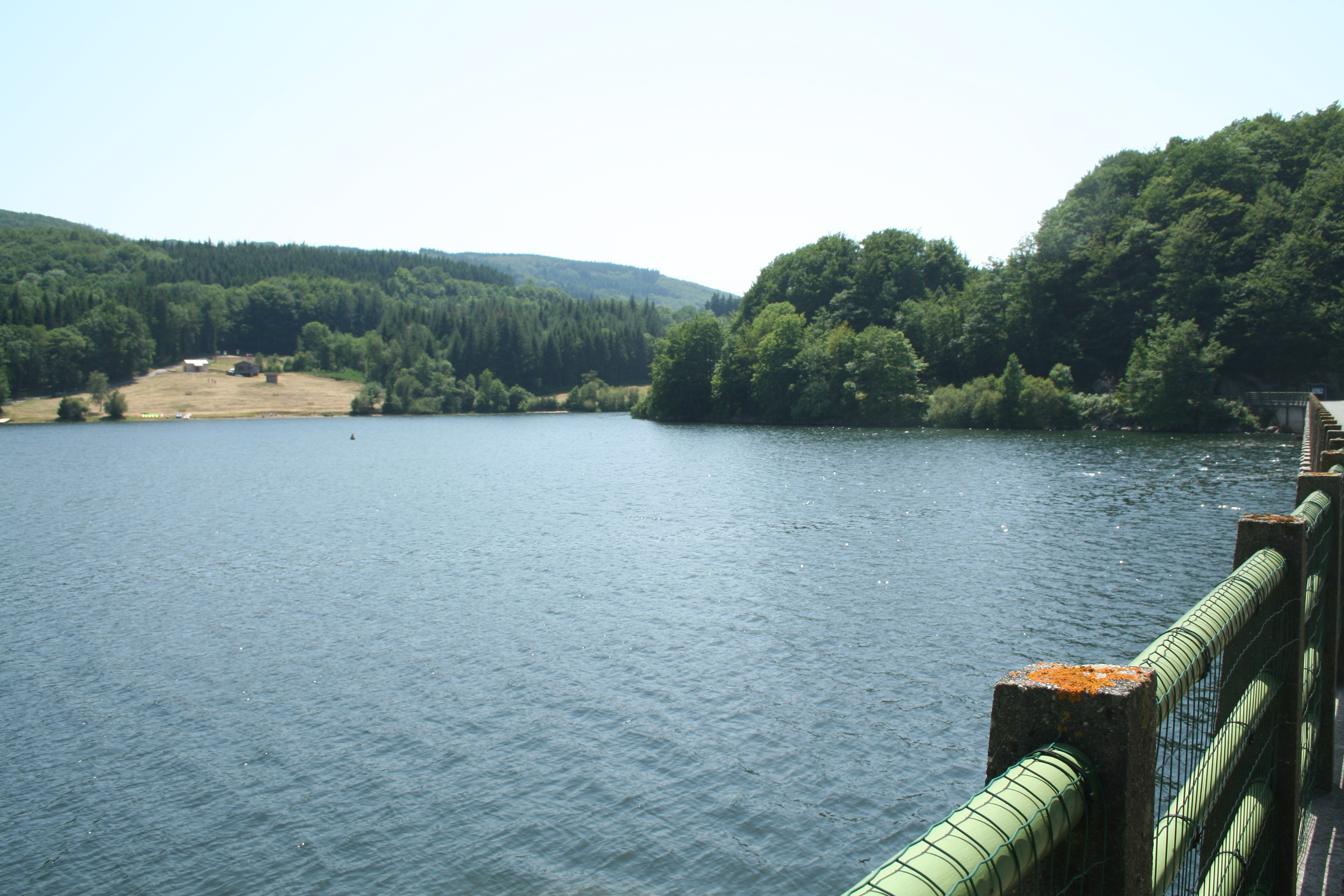
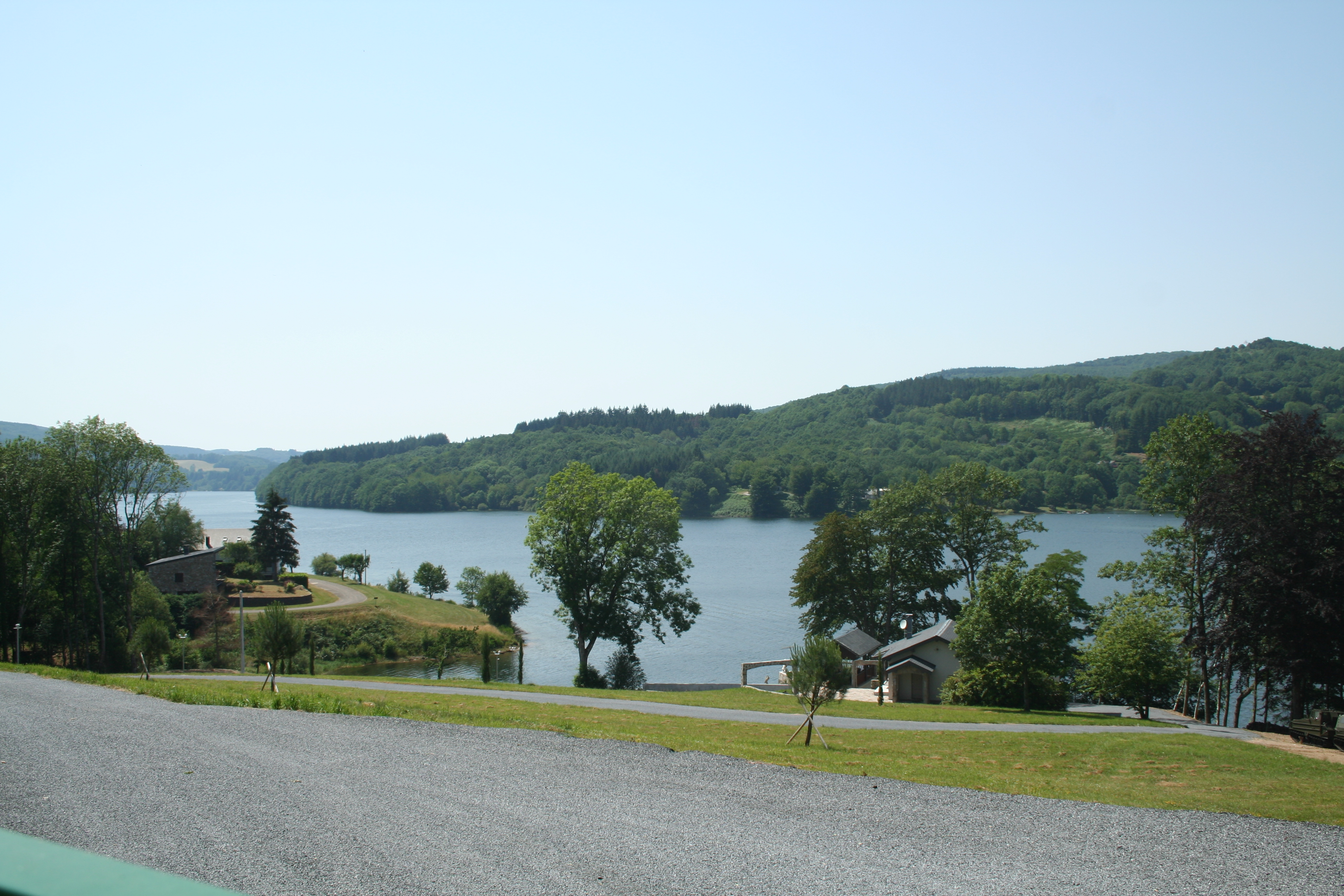